# Let Me In (film)
Let Me In er en engelsk-amerikansk horror-romance film fra 2010, instrueret af Matt Reeves med Kodi Smit-McPhee og Chloë Grace Moretz i hovedrollerne. Den er baseret på den svenske film Låt den rätte komma in fra 2008, instrueret af Tomas Alfredson, og på romanen af samme navn af John Ajvide Lindqvist. Den fortæller om en 12-årig dreng, der i New Mexico i 1980'erne udsættes for mobning men udvikler et venskab med et vampyrbarn.

## Handling
I 1983 i Los Alamos, New Mexico, kommer en politidetektiv (Elias Koteas) ind på en vansiret mands hospitalsværelse og prøver at udspørge ham om et nyligt begået mord, som han er mistænkt for. Detektiven afslutter med at fortælle den mistænkte, at han vil fange hvem denne ellers er i ledtog med. Detektiven bliver derefter kaldet uden for værelset for at modtage et telefonopkald ved sygeplejerskens skrivebord og får at vide, at mandens datter er nedenunder. Mens han taler i telefonen, høres et skrig, og detektiven opdager, at den mistænkte er faldet ud ad vinduet til sin død.
Flashback to uger tidligere, Owen (Kodi Smit-McPhee) er en ulykkelig og ensom 12-årig dreng, der er forsømt af sin fraskilte forælder, og bliver løbende chikaneret i skolen af bøller. En aften, da Owen er alene i gården ved sit lejlighedskompleks bliver han kontaktet af en pige ved navn Abby (Chloë Moretz), som er flyttet ind i lejligheden ved siden af. Abby fortæller Owen, at de ikke kan være venner, men uanset vokser Abby og Owen tættere på hinanden og de mødes om natten i gården, og begynder at kommunikere med morsekode gennem væggene i deres lejligheder.
I skolen er den værste bølle, Kenny (Dylan Minnette), han slår Owen med en antenne stang, og da Abby finder ud af det siger hun at han skal forsvare sig, og hun vil hjælpe ham, hvis nødvendigt.
I mellemtiden, er Abbys ”far", Thomas (Richard Jenkins), gået ud for at dræbe en af de lokale beboere med henblik på at erhverve blod til vampyren Abby. Under sit første mord spilder han ved uheld blodet og vender hjem tomhændet; en rasende Abby forlader lejligheden og derefter dræber hun og ”spiser” af en jogger, der bor i deres kvarter.
Abby fortsætter med at udvikle hendes forhold til Owen. En nat gemmer Thomas sig på bagsædet af en gymnasieelevs bil for senere at "forføre" ham, men den studerende samler en passager op, hvilket fuldstændig ændrer Thomas 'planer.

## Medvirkende
- Kodi Smit-McPhee som Owen
- Chloë Moretz som Abby
- Richard Jenkins som Faren
- Cara Buono som Owens mor
- Elias Koteas som Politimanden
- Sasha Barrese som Virginia
- Dylan Minnette som Kenny
- Ritchie Coster som Hr. Zoric
- Jimmy Pinchak som Mark
- Colin Moretz som Kasser